# Kultura fizyczna
Kultura fizyczna – ogół zachowań przebiegających według przyjętych w danym środowisku społecznym reguł i norm postępowania a mających na celu dbałość o zdrowie człowieka, o poprawę jego postawy, prawidłowy rozwój psychofizyczny oraz rezultaty tych zachowań.
Formy uczestnictwa w kulturze fizycznej:
- wychowanie fizyczne
- sport
- rekreacja
- rehabilitacja medyczna
- turystyka

Czynniki uczestnictwa w kulturze fizycznej:
- stymulacja (funkcja rozwojowa) – pobudzanie czynności organizmu powodujące jego rozwój
- adaptacja (funkcja przystosowawcza) – przystosowanie organizmu do otoczenia
- kompensacja (funkcja wyrównawcza) – wyrównywanie deficytu niektórych bodźców
- korektywa (funkcja naprawcza) – leczenie wad postawy

Wartości ciała w kulturze fizycznej:
- zdrowotne
- utylitarne
- estetyczne
- hedonistyczne
- agonistyczne

W Polsce program kultury fizycznej realizowany jest w szczególności poprzez zajęcia wychowania fizycznego w szkołach publicznych i niepublicznych.